# Johan Hoel
Johan Hoel (* 17. Dezember 1994) ist ein norwegischer Skilangläufer.

## Werdegang
Hoel gewann bei den Junioren-Weltmeisterschaften 2014 Gold mit der Staffel sowie Bronze im Skiathlon und gab im Anschluss in Meråker sein Debüt im Scandinavian Cup, wo er im Sprint Platz 24 belegte. Im Februar 2015 erreichte er in Madona mit Platz fünf über 15 km klassisch und Rang sieben im 30-km-Freistil-Massenstartrennen seine ersten Top-Ten-Platzierungen. Einen Monat später gab Hoel beim 50-km-Freisteil-Massenstartrennen in Oslo sein Debüt im Skilanglauf-Weltcup, beendete das Rennen jedoch nicht. Zu Beginn der Weltcupsaison 2015/16 wurde Hoel in Lillehammer 45. im Skiathlon und belegte mit der vierten norwegischen Staffel Rang neun. Im Dezember 2015 erzielte er mit Rang fünf über 15 km klassisch in Vuokatti eine weitere Top-Ten-Platzierung im Scandinavian Cup; im Januar 2016 gelang ihm dies in Östersund mit Rang vier über 15 km Freistil und Rang sechs im 15-km-klassisch-Massenstartrennen erneut. Im Februar 2016 erzielte Hoel mit Rang 18 beim 50-km-klassisch-Massenstartrennen in Oslo seine ersten Weltcuppunkte. Zum Saisonende wurde er im Scandinavian Cup Vierter bei der Minitour in Otepää und belegte den zweiten Platz in der Gesamtwertung des Scandinavian-Cups.
In der Saison 2018/19 errang Hoel mit vier Top-Zehn-Platzierungen, den siebten Platz in der Gesamtwertung des Scandinavian-Cups. Ende März 2019 wurde er bei den norwegischen Meisterschaften in Lygna Dritter über 50 km klassisch. Im April 2019 lief er beim Reistadløpet auf den zweiten Platz. In der folgenden Saison belegte er mit fünf Top-Zehn-Platzierungen, darunter Platz drei über 15 km klassisch in Nes Skianlegg, den zweiten Platz in der Gesamtwertung des Scandinavian-Cups. Seit der Saison 2021/22 nimmt er vorwiegend an den Ski Classics teil. Dabei wurde er in der Saison 2021/22 Achter und in der Saison 2022/23 Siebter in der Gesamtwertung. In der Saison 2023/24 siegte er beim Reistadløpet und gewann mit je drei zweiten sowie dritten Plätzen die Gesamtwertung der Ski Classics. In der folgenden Saison errang mit zwei zweiten und drei dritten Plätzen den vierten Platz in der Gesamtwertung.

## Erfolge

### Siege bei Ski-Classics-Rennen
| Nr. | Datum         | Ort       | Rennen       | Disziplin                   |
| --- | ------------- | --------- | ------------ | --------------------------- |
| 1.  | 6. April 2024 | Bardufoss | Reistadløpet | 50 km klassisch Massenstart |